# Passeport ouzbek
Le passeport ouzbek est un document de voyage international délivré aux ressortissants ouzbeks, et qui peut aussi servir de preuve de la citoyenneté ouzbek.